# IC 455
IC 455 è una galassia visibile nella costellazione di Cefeo.
Si presenta di aspetto compatto, di forma ovaleggiante, orientata da est ad ovest.
La stella più vicina sulla sua linea di vista, a portata di strumenti amatoriali, è GSC 4622:162, di magnitudine 11,0 situata 6',1 a sud della galassia.